# Superstition (álbum)
Superstition —en español: Superstición— es el 10º álbum de estudio de Siouxsie And The Banshees, publicado en 1991. El primer sencillo, «Kiss Them for Me», otorgó a la banda su primer éxito top 40 del Billboard Hot 100 en los Estados Unidos, alcanzando el número 23, llegando el álbum al número 65 en la lista Billboard 200. El grupo amplió sus influencias musicales con la llegada del músico indio Talvin Singh, que tocó el tabla en las canciones «Kiss Them for Me» y «Silver Waterfalls».
El álbum fue reeditado en una versión remasterizada con pistas adicionales en octubre de 2014.

## Historia
El álbum fue producido por Stephen Hague, conocido por su trabajo con New Order y Pere Ubu. Hague utilizó técnicas que Siouxsie Sioux no aprobaría más tarde, tales como la producción informática. Ella declaró: «Hay canciones que todavía me gustan en él, como "Kiss Them for Me" o "Drifter", pero estábamos probando un diferente estilo de trabajo, un tipo diferente de disciplina, durante el cual realmente me opuse a los ordenadores.»
Posteriormente la banda pasó dos meses en la carretera desde julio hasta agosto en los Estados Unidos, siendo las segundas cabezas de cartel del festival musical inaugural Lollapalooza. La última fecha tuvo lugar en Seattle, el 31 de agosto. Dos meses después, el álbum alcanzó su posición más alta en el número 65 de la Billboard 200, en la semana del 14 de septiembre.

## Recepción crítica
Superstition fue en general bien recibido por la crítica. Q le dio una puntuación de cuatro estrellas, diciendo: «Hacen estallar con dulces texturas de cuerda en el sencillo "Kiss Them for Me", acercándose a la metáfora marítima de "Drifter" con efectos de sirena de niebla y campanas, ponen el paisaje onírico de todo excepto Twin Peaks para "Softly".» Melody Maker elogió sumamente el primer sencillo: «"Kiss Them for Me" es espléndido, retorcido y glamouroso.» En la misma publicación, el crítico Jon Wilde describió Superstition como «una gigante grabación sobre la obsesión, la fobia, la perspectiva y la tiranía emocional». Wilde dijo que la canción «Ghost in You» era «un furiosamente bello refrán de seis notas que hechiza tiempo después de que la aguja haya regresado a la seguridad».

## Legado
David Sitek de TV on the Radio alabó al grupo por su canción «Kiss Them for Me». Sitek declaró: «Siempre intenté hacer una canción que empezase como "Kiss Them for Me". Creo que canciones como "I Was a Lover" o "Wash the Day Away" vinieron de ese elemento de modo de sorpresa donde de repente entra este gigantesco tambor y tú estás como, ¡¿qué coño?! Aquella grabación fue la primera donde yo estaba como, vale, incluso mis amigos van a sucumbir a esto. Siento como que aquella transición en aquella grabación fue un alivio para mí. La música realmente hermosa siempre fue considerada demasiado rara para los chicos normales y ese fue el primer ejemplo donde pensé, los tenemos, ¡están enganchados! Veía a la gente bailando esa canción, gente que nunca había oído hablar de la música que yo escuchaba, oían aquella música en una discoteca y se volvían locos.»

## Lista de canciones
Toda la música compuesta por Siouxsie and the Banshees. Todas las letras escritas por Siouxsie Sioux, excepto las señaladas.
| N.º | Título                  | Letras  | Duración |  |
| 1.  | «Kiss Them for Me»      |         | 4:37     |  |
| 2.  | «Fear (of the Unknown)» |         | 4:10     |  |
| 3.  | «Cry»                   |         | 3:33     |  |
| 4.  | «Drifter»               |         | 4:43     |  |
| 5.  | «Little Sister»         | Severin | 3:21     |  |
| 6.  | «Shadowtime»            | Severin | 4:28     |  |
| 7.  | «Silly Thing»           |         | 4:41     |  |
| 8.  | «Got to Get Up»         |         | 3:17     |  |
| 9.  | «Silver Waterfalls»     | Budgie  | 4:24     |  |
| 10. | «Softly»                |         | 6:00     |  |
| 11. | «The Ghost in You»      | Severin | 5:01     |  |

| pistas adicionales de la reedición remasterizada de 2014 |                                    |        |          |  |
| N.º                                                      | Título                             | Letras | Duración |  |
| 12.                                                      | «Face to Face»                     |        | 4:25     |  |
| 13.                                                      | «Kiss Them for Me (Snapper Mix)»   |        | 6:24     |  |
| 14.                                                      | «Kiss Them for Me (Kathak #1 Mix)» |        | 8:55     |  |

## Créditos
- Siouxsie Sioux – voz
- Steve Severin – bajo, teclado
- Budgie – percusión, batería, teclado
- Jon Klein – guitarra
- Martin McCarrick – dulcimer, violonchelo, teclado

Personal adicional
- Talvin Singh – percusión, tabla, thavil
- Stephen Hague – productor
- Mike Drake – ingeniero
- Spike Drake – ingeniero
- Nigel Godrich – ingeniero asistente
- Abdul Kroz-Dressah – ingeniero asistente
- Will O'Sullivan – ingeniero asistente
- Siouxsie and the Banshees – diseño
- Donna Francesca – fotografía

## Posicionamiento
Álbum
| Año  | Lista            | Posición |
| ---- | ---------------- | -------- |
| 1991 | UK Albums Chart  | 25       |
| 1991 | US Billboard 200 | 65       |

Sencillos
| Año  | Sencillo                | Lista                                 | Mejor posición |
| ---- | ----------------------- | ------------------------------------- | -------------- |
| 1991 | "Kiss Them for Me"      | US Hot Dance Music/Club Play          | 8              |
| 1991 | "Kiss Them for Me"      | US Hot Dance Music/Maxi-Singles Sales | 9              |
| 1991 | "Kiss Them for Me"      | US Modern Rock Tracks                 | 1              |
| 1991 | "Kiss Them for Me"      | US Billboard Hot 100                  | 23             |
| 1991 | "Shadowtime"            | US Modern Rock Tracks                 | 13             |
| 1992 | "Fear (Of the Unknown)" | US Hot Dance Music/Club Play          | 6              |
| 1992 | "Fear (Of the Unknown)" | US Modern Rock Tracks                 | 12             |